# Zee Cine Award/Bester Playbacksänger
Der Zee Cine Award Best Playback Singer - Male ist eine Kategorie des indischen Filmpreises Zee Cine Award.
Der Zee Cine Award Best Playback Singer - Male wird von der Jury gewählt und bei der Verleihung im März bekanntgegeben.
Sonu Nigam gewann den Preis im Jahr 2013 mittlerweile zum vierten Mal.
Liste der Gewinner:
| Jahr | Playbacksänger    | Film – Song                                     | Deutscher Titel                  |
| ---- | ----------------- | ----------------------------------------------- | -------------------------------- |
| 1998 | Sonu Nigam        | Border – Sandese Aate Hain                      | —                                |
| 1999 | Sukhwinder Singh  | Dil Se – Chaiyya Chaiyya                        | Von ganzem Herzen                |
| 2000 | Udit Narayan      | Hum Dil De Chuke Sanam - Chand Chupa Badal Mein | Ich gab Dir mein Herz, Geliebter |
| 2001 | Lucky Ali         | Kaho Naa... Pyaar Hai - Na Tum Jaano            | Liebe aus heiterem Himmel        |
| 2002 | Sonu Nigam        | Kabhi Khushi Kabhie Gham - Suraj Hua Maddham    | In guten wie in schweren Tagen   |
| 2003 | Sonu Nigam        | Saathiya - Saathiya                             | Saathiya – Sehnsucht nach dir    |
| 2004 | Shaan             | Jhankaar Beats - Suno Naa...                    | —                                |
| 2005 | Kunal Ganjawala   | Murder - Bheege Honth Tere                      | —                                |
| 2006 | Himesh Reshammiya | Aashiq Banaya Aapne - Aashiq Banaya Aapne       | —                                |
| 2007 | Shaan             | Fanaa - Chand Sifarish                          | Im Sturm der Liebe               |
| 2008 | Shaan             | Saawariya – Jab Se Tere Naina                   | —                                |
| 2009 | kein Preis        |                                                 |                                  |
| 2010 | kein Preis        |                                                 |                                  |
| 2011 | Mohit Chauhan     | Once Upon a Time in Mumbaai – Pee Loon          | —                                |
| 2012 | Mohit Chauhan     | Rockstar – Jo Bhi Main                          | —                                |
| 2013 | Sonu Nigam        | Agneepath – Abhi Mujhme Kahin                   | —                                |
| 2014 | Arijit Singh      | Aashiqui 2 – Tum Hi Ro                          | —                                |